# شهرستان کالکاسکا (میشیگان)
شهرستان کالکاسکا (به انگلیسی: Kalkaska County) یک روستا در ایالات متحده آمریکا است که در میشیگان واقع شده‌است. شهرستان کالکاسکا ۱٬۴۷۸٫۸۹ کیلومتر مربع مساحت دارد. در سرشماری سال ۲۰۱۰ ایالات متحده آمریکا جمعیت آن ۱۷٫۱۵۳ نفر بود و مرکز این شهرستان نیز کالکاسکا است و این شهرستان در شمال میشیگان و بخشی از آن به‌شمار می‌آید